# Liste der Nobelpreisträger für Physik
Der Nobelpreis für Physik wird seit 1901 jährlich vergeben und war 2024 mit 11 Millionen Schwedischen Kronen (ca. 978.000 Euro) dotiert. Die Auswahl der Laureaten unterliegt der Verantwortung der Königlich Schwedischen Akademie der Wissenschaften. Der Stifter des Preises, Alfred Nobel, verfügte 1895 in seinem Testament, in der die Vergabe der Auszeichnung geregelt wurde, der Nobelpreis für Physik solle demjenigen zuerkannt werden, „der auf dem Gebiete der Physik die wichtigste Entdeckung oder Erfindung gemacht hat“. Der Nobelpreis wird jedes Jahr am Todestag Alfred Nobels, dem 10. Dezember, vom schwedischen König überreicht.
Seit der ersten Nobelpreis-Verleihung wurde der Preis insgesamt 118-mal (Stand 2024) verliehen. Es wurden insgesamt 226 Physiker ausgezeichnet, darunter befanden sich 221 Männer (97,8 Prozent) und 5 Frauen (2,2 Prozent). Als einziger erhielt John Bardeen zweimal den Physiknobelpreis. Von 1901 bis das letzte Mal 1992 wurde der Preis 47-mal ungeteilt an eine Person vergeben. Von 1902 bis 2024 wurde er 33-mal auf zwei und 38-mal auf drei Personen aufgeteilt. Sechsmal wurde der Preis nicht verliehen, zuletzt 1942.

## Preisträger
Die folgende Liste enthält eine chronologische Übersicht der Träger des Nobelpreises für Physik, ihre jeweiligen Länder und die Begründung des Auswahlkomitees. Eine alphabetische Übersicht der Preisträger bietet die Kategorie Nobelpreisträger für Physik.
Eine Übersicht über die Verteilung auf einzelne Nationen bietet der Abschnitt Verteilung nach Ländern.
| 1900 • 1910 • 1920 • 1930 • 1940 • 1950 • 1960 • 1970 • 1980 • 1990 • 2000 • 2010 • 2020 |

## 1900er Jahre
| Jahr | Person                                     | Land                                                 | Begründung für die Preisvergabe | Bild                           |
| ---- | ------------------------------------------ | ---------------------------------------------------- | --- | ------------------------------ |
| 1901 | Wilhelm Conrad Röntgen (1845–1923)         | Deutsches Reich                                      | „als Anerkennung des außerordentlichen Verdienstes, den er sich durch die Entdeckung der nach ihm benannten Strahlen erworben hat“ | Wilhelm Conrad Roentgen        |
| 1902 | Hendrik Antoon Lorentz (1853–1928)         | Niederlande                                          | „als Anerkennung des außerordentlichen Verdienstes, den sie sich durch ihre Untersuchungen über den Einfluss des Magnetismus auf die Strahlungsphänomene erworben haben“ (Aufspaltung von Spektrallinien im Magnetfeld, Zeeman-Effekt) | Hendrik Antoon Lorentz         |
| 1902 | Pieter Zeeman (1865–1943)                  | Niederlande                                          | „als Anerkennung des außerordentlichen Verdienstes, den sie sich durch ihre Untersuchungen über den Einfluss des Magnetismus auf die Strahlungsphänomene erworben haben“ (Aufspaltung von Spektrallinien im Magnetfeld, Zeeman-Effekt) | Pieter Zeeman                  |
| 1903 | Henri Becquerel (1852–1908)                | Frankreich                                           | „als Anerkennung des außerordentlichen Verdienstes, den er sich durch die Entdeckung der spontanen Radioaktivität erworben hat“ | Henri Becquerel                |
| 1903 | Marie Curie (1867–1934)                    | Frankreich (geb. in Warschau, Kongresspolen)         | „als Anerkennung des außerordentlichen Verdienstes, den sie sich durch ihre gemeinsamen Arbeiten über die von H. Becquerel entdeckten Strahlungsphänomene erworben haben“                                                              | Marie Curie                    |
| 1903 | Pierre Curie (1859–1906)                   | Frankreich                                           | „als Anerkennung des außerordentlichen Verdienstes, den sie sich durch ihre gemeinsamen Arbeiten über die von H. Becquerel entdeckten Strahlungsphänomene erworben haben“                                                              | Pierre Curie                   |
| 1904 | John Strutt, 3. Baron Rayleigh (1842–1919) | Vereinigtes Königreich                               | „für seine Untersuchungen über die Dichte der wichtigsten Gase und seine im Zusammenhang damit gemachte Entdeckung des Argons“ | John Strutt, 3. Baron Rayleigh |
| 1905 | Philipp Lenard (1862–1947)                 | Deutsches Reich (geb. in Pressburg, damals Ungarn)   | „für seine Arbeiten über die Kathodenstrahlen“ | Philipp Lenard                 |
| 1906 | Joseph John Thomson (1856–1940)            | Vereinigtes Königreich                               | „als Anerkennung des großen Verdienstes, den er sich durch seine theoretischen und experimentellen Untersuchungen über den Durchgang der Elektrizität durch Gase erworben hat“                                                         | Joseph John Thomson            |
| 1907 | Albert Abraham Michelson (1852–1931)       | Vereinigte Staaten (geb. in Strelno, damals Preußen) | „für seine optischen Präzisionsinstrumente und seine damit ausgeführten spektroskopischen und metrologischen Untersuchungen“ (Michelson-Interferometer)                                                                                | Albert Abraham Michelson       |
| 1908 | Gabriel Lippmann (1845–1921)               | Frankreich (geb. in Hollerich, Luxemburg)            | „für seine auf dem Interferenzphänomen begründete Methode, Farben photographisch wiederzugeben“ | Gabriel Lippmann               |
| 1909 | Ferdinand Braun (1850–1918)                | Deutsches Reich                                      | „als Anerkennung ihrer Verdienste um die Entwicklung der drahtlosen Telegrafie“ | Ferdinand Braun                |
| 1909 | Guglielmo Marconi (1874–1937)              | Königreich Italien                                   | „als Anerkennung ihrer Verdienste um die Entwicklung der drahtlosen Telegrafie“ | Guglielmo Marconi              |

## 1910er Jahre
| Jahr | Person                                             | Land                                                  | Begründung für die Preisvergabe | Bild                           |
| ---- | -------------------------------------------------- | ----------------------------------------------------- | --- | ------------------------------ |
| 1910 | Johannes Diderik van der Waals (1837–1923)         | Niederlande                                           | „für seine Arbeiten über die Zustandsgleichung der Gase und Flüssigkeiten“ (Van-der-Waals-Gleichung)                                                             | Johannes Diderik van der Waals |
| 1911 | Wilhelm Wien (1864–1928)                           | Deutsches Reich                                       | „für seine Entdeckungen betreffend die Gesetze der Wärmestrahlung“ (Wiensches Verschiebungsgesetz)                                                               | Wilhelm Wien                   |
| 1912 | Gustaf Dalén (1869–1937)                           | Schweden                                              | „für seine Erfindung selbstwirkender Regulatoren, die in Kombination mit Gasakkumulatoren zur Beleuchtung von Leuchttürmen und Leuchttonnen verwendet werden“    | Gustaf Dalén                   |
| 1913 | Heike Kamerlingh Onnes (1853–1926)                 | Niederlande                                           | „aus Anlass seiner Untersuchungen über die Eigenschaften von Körpern bei niedrigen Temperaturen, die unter anderem zur Darstellung von flüssigem Helium führten“ | Heike Kamerlingh Ones          |
| 1914 | Max von Laue (1879–1960) (verliehen 1915)          | Deutsches Reich                                       | „für seine Entdeckung der Beugung von Röntgenstrahlen beim Durchgang durch Kristalle“                                                                            | Max von Laue                   |
| 1915 | William Henry Bragg (1862–1942)                    | Vereinigtes Königreich                                | „für ihre Verdienste um die Erforschung der Kristallstrukturen mittels Röntgenstrahlen“                                                                          | William Henry Bragg            |
| 1915 | William Lawrence Bragg (1890–1971)                 | Vereinigtes Königreich (geb. in Adelaide, Australien) | „für ihre Verdienste um die Erforschung der Kristallstrukturen mittels Röntgenstrahlen“                                                                          | William Lawrence Bragg         |
| 1916 | nicht verliehen                                    | nicht verliehen                                       | nicht verliehen | nicht verliehen                |
| 1917 | Charles Glover Barkla (1877–1944) (verliehen 1918) | Vereinigtes Königreich                                | „für seine Entdeckung der charakteristischen Röntgenstrahlung der Elemente“                                                                                      | Charles Glover Barkla          |
| 1918 | Max Planck (1858–1947) (verliehen 1919)            | Deutsches Reich                                       | „als Anerkennung des Verdienstes, den er sich durch die Entdeckung der Energiequanten um die Entwicklung der Physik erworben hat“ (Theorie der Quantisierung)    | Max Planck                     |
| 1919 | Johannes Stark (1874–1957)                         | Deutsches Reich                                       | „für seine Entdeckung des Doppler-Effekts bei Kanalstrahlen und der Aufspaltung der Spektrallinien im elektrischen Feld“ (Stark-Effekt)                          | Johannes Stark                 |

## 1920er Jahre
| Jahr | Person                                                                               | Land                                      | Begründung für die Preisvergabe | Bild                        |
| ---- | ------------------------------------------------------------------------------------ | ----------------------------------------- | --- | --------------------------- |
| 1920 | Charles Édouard Guillaume (1861–1938)                                                | Schweiz                                   | „als Anerkennung des Verdienstes, den er sich durch die Entdeckung der Anomalien bei Nickelstahllegierungen und die Präzisionsmessungen in der Physik erworben hat“ | Charles Édouard Guillaume   |
| 1921 | Albert Einstein (1879–1955) (verkündet am ,9. Nov. 1922 (verliehen am 10. Dez. 1922) | Deutsches Reich und Schweiz (geb. in Ulm) | „für seine Verdienste um die theoretische Physik, besonders für seine Entdeckung des Gesetzes des photoelektrischen Effekts“                                        | Albert Einstein             |
| 1922 | Niels Bohr (1885–1962)                                                               | Dänemark                                  | „für seine Verdienste um die Erforschung der Struktur der Atome und der von ihnen ausgehenden Strahlung“                                                            | Niels Bohr                  |
| 1923 | Robert Andrews Millikan (1868–1953)                                                  | Vereinigte Staaten                        | „für seine Arbeiten über die elektrische Elementarladung* sowie den photoelektrischen Effekt“ (* Millikan-Versuch)                                                  | Robert Andrews Millikan     |
| 1924 | Manne Siegbahn (1886–1978) (verliehen 1925)                                          | Schweden                                  | „für seine röntgenspektroskopischen Entdeckungen und Forschungen“                                                                                                   | Manne Siegbahn              |
| 1925 | James Franck (1882–1964) (verliehen 1926)                                            | Deutsches Reich                           | „für ihre Entdeckung der Gesetze, die den Zusammenstoß eines Elektrons mit einem Atom beschreiben“ (Franck-Hertz-Versuch)                                           | James Franck                |
| 1925 | Gustav Hertz (1887–1975) (verliehen 1926)                                            | Deutsches Reich                           | „für ihre Entdeckung der Gesetze, die den Zusammenstoß eines Elektrons mit einem Atom beschreiben“ (Franck-Hertz-Versuch)                                           | Gustav Hertz                |
| 1926 | Jean Perrin (1870–1942)                                                              | Frankreich                                | „für seine Arbeiten über die diskontinuierliche Struktur der Materie, besonders für seine Entdeckung des Sedimentationsgleichgewichts“                              | Jean Perrin                 |
| 1927 | Arthur Holly Compton (1892–1962)                                                     | Vereinigte Staaten                        | „für die Entdeckung des nach ihm genannten Effekts“ (Compton-Effekt)                                                                                                | Arthur Holly Compton        |
| 1927 | Charles Thomson Rees Wilson (1869–1959)                                              | Vereinigtes Königreich                    | „für seine Methode, die Bahnen elektrisch geladener Partikel durch kondensierenden Dampf sichtbar zu machen“ (Wilsonsche Nebelkammer)                               | Charles Thomson Rees Wilson |
| 1928 | Owen Willans Richardson (1879–1959) (verliehen 1929)                                 | Vereinigtes Königreich                    | „für seine Arbeiten über den glühelektrischen Effekt und besonders für die Entdeckung der nach ihm benannte Gesetzmäßigkeit“                                        | Owen Willans Richardson     |
| 1929 | Louis de Broglie (1892–1987)                                                         | Frankreich                                | „für die Entdeckung der Wellennatur der Elektronen“ (De-Broglie-Welle)                                                                                              | Louis de Broglie            |

## 1930er Jahre
| Jahr | Person                                         | Land                   | Begründung für die Preisvergabe | Bild                 |
| ---- | ---------------------------------------------- | ---------------------- | --- | -------------------- |
| 1930 | C. V. Raman (1888–1970)                        | Indien                 | „für seine Arbeiten über die Streuung des Lichtes und die Entdeckung des nach ihm benannten Effekts“ (Raman-Streuung)                                                                                               | C. V. Raman          |
| 1931 | nicht verliehen                                | nicht verliehen        | nicht verliehen | nicht verliehen      |
| 1932 | Werner Heisenberg (1901–1976) (verliehen 1933) | Deutsches Reich        | „für die Begründung der Quantenmechanik, deren Anwendung unter anderem zur Entdeckung der allotropen Formen des Wasserstoffs geführt hat“                                                                           | Werner Heisenberg    |
| 1933 | Erwin Schrödinger (1887–1961)                  | Österreich             | „für die Entdeckung neuer produktiver Formen der Atomtheorie“ (Weiterentwicklung der Quantenmechanik) | Erwin Schrödinger    |
| 1933 | Paul Dirac (1902–1984)                         | Vereinigtes Königreich | „für die Entdeckung neuer produktiver Formen der Atomtheorie“ (Weiterentwicklung der Quantenmechanik) | Paul Dirac           |
| 1934 | nicht verliehen                                | nicht verliehen        | nicht verliehen | nicht verliehen      |
| 1935 | James Chadwick (1891–1974)                     | Vereinigtes Königreich | „für die Entdeckung des Neutrons“ | James Chadwick       |
| 1936 | Victor Franz Hess (1883–1964)                  | Österreich             | „für die Entdeckung der kosmischen Strahlung“ | Victor Franz Hess    |
| 1936 | Carl David Anderson (1905–1991)                | Vereinigte Staaten     | „für die Entdeckung des Positrons“ | Carl David Anderson  |
| 1937 | Clinton Davisson (1881–1958)                   | Vereinigte Staaten     | „für ihre experimentelle Entdeckung der Beugung von Elektronen durch Kristalle“ | Clinton Davisson     |
| 1937 | George Paget Thomson (1892–1975)               | Vereinigtes Königreich | „für ihre experimentelle Entdeckung der Beugung von Elektronen durch Kristalle“ | George Paget Thomson |
| 1938 | Enrico Fermi (1901–1954)                       | Königreich Italien     | „für die Bestimmung von neuen, durch Neutronenbeschuss erzeugten radioaktiven Elementen und die in Verbindung mit diesen Arbeiten durchgeführte Entdeckung der durch langsame Neutronen ausgelösten Kernreaktionen“ | Enrico Fermi         |
| 1939 | Ernest Lawrence (1901–1958)                    | Vereinigte Staaten     | „für die Erfindung und Entwicklung des Zyklotrons und die dadurch erzielten Ergebnisse, insbesondere im Hinblick auf künstliche radioaktive Elemente“                                                               | Ernest Lawrence      |

## 1940er Jahre
| Jahr | Person                                  | Land                                                           | Begründung für die Preisvergabe | Bild                    |
| ---- | --------------------------------------- | -------------------------------------------------------------- | --- | ----------------------- |
| 1940 | nicht verliehen                         | nicht verliehen                                                | nicht verliehen | nicht verliehen         |
| 1941 | nicht verliehen                         | nicht verliehen                                                | nicht verliehen | nicht verliehen         |
| 1942 | nicht verliehen                         | nicht verliehen                                                | nicht verliehen | nicht verliehen         |
| 1943 | Otto Stern (1888–1969) (verliehen 1944) | Vereinigte Staaten (geb. in Sohrau, damals Deutsches Reich)    | „für seine Beiträge zur Entwicklung der Molekularstrahl-Methode und die Entdeckung des magnetischen Moments des Protons“                                                 | Otto Stern              |
| 1944 | Isidor Isaac Rabi (1898–1988)           | Vereinigte Staaten (geb. in Rymanów, damals Österreich-Ungarn) | „für die Resonanzmethode zur Aufzeichnung der magnetischen Eigenschaften von Atomkernen“                                                                                 | Isidor Isaac Rabi       |
| 1945 | Wolfgang Pauli (1900–1958)              | Österreich                                                     | „für die Entdeckung des als Pauli-Prinzip bezeichneten Ausschlussprinzips“                                                                                               | Wolfgang Pauli          |
| 1946 | Percy Williams Bridgman (1882–1961)     | Vereinigte Staaten                                             | „für die Erfindung eines Apparates zur Erzeugung von extrem hohen Druck und für seine Entdeckungen, die er mit diesem auf dem Gebiet der Hochdruckphysik machte“         | Percy Williams Bridgman |
| 1947 | Edward Victor Appleton (1892–1965)      | Vereinigtes Königreich                                         | „für seine Forschungen auf dem Gebiet der Physik der oberen Schichten der Atmosphäre, insbesondere für die Entdeckung der so genannten Appleton-Schicht“                 | Edward Victor Appleton  |
| 1948 | Patrick Blackett (1897–1974)            | Vereinigtes Königreich                                         | „für die Weiterentwicklung der Anwendung der Wilsonschen Nebelkammer und seine damit gemachten Entdeckungen auf dem Gebiete der Kernphysik und der kosmischen Strahlung“ | Patrick Blackett        |
| 1949 | Hideki Yukawa (1907–1981)               | Japan                                                          | „für seine auf der Theorie der Kernkräfte beruhende Vorhersage der Existenz der Mesonen“                                                                                 | Hideki Yukawa           |

## 1950er Jahre
| Jahr | Person                                | Land                                                             | Begründung für die Preisvergabe | Bild                      |
| ---- | ------------------------------------- | ---------------------------------------------------------------- | --- | ------------------------- |
| 1950 | Cecil Powell (1903–1969)              | Vereinigtes Königreich                                           | „für die Entwicklung der Photographischen Methode zur Untersuchung der Kernvorgänge und die damit verbundene Entdeckung der Mesonen“             | Cecil Powell              |
| 1951 | John Cockcroft (1897–1967)            | Vereinigtes Königreich                                           | „für ihre Pionierarbeit auf dem Gebiet der Atomkernumwandlung durch künstlich beschleunigte atomare Partikel“ (Cockcroft-Walton-Beschleuniger)   | John Cockcroft            |
| 1951 | Ernest Walton (1903–1995)             | Irland                                                           | „für ihre Pionierarbeit auf dem Gebiet der Atomkernumwandlung durch künstlich beschleunigte atomare Partikel“ (Cockcroft-Walton-Beschleuniger)   | Ernest Walton             |
| 1952 | Felix Bloch (1905–1983)               | Vereinigte Staaten (geb. in Zürich, Schweiz)                     | „für die Entwicklung neuer Methoden zur kernmagnetischen Präzisionsmessung und den damit gemachten Entdeckungen“ (Kernspinresonanzspektroskopie) | Felix Bloch               |
| 1952 | Edward Mills Purcell (1912–1997)      | Vereinigte Staaten                                               | „für die Entwicklung neuer Methoden zur kernmagnetischen Präzisionsmessung und den damit gemachten Entdeckungen“ (Kernspinresonanzspektroskopie) | Edward Mills Purcell      |
| 1953 | Frits Zernike (1888–1966)             | Niederlande                                                      | „für die von ihm angegebene Phasenkontrastmethode, im Besonderen für seine Erfindung des Phasenkontrastmikroskops“                               | Frits Zernike             |
| 1954 | Max Born (1882–1970)                  | Vereinigtes Königreich (geb. in Breslau, damals Deutsches Reich) | „für seine grundlegenden Forschungen in der Quantenmechanik, besonders für seine statistische Interpretation der Wellenfunktion“                 | Max Born                  |
| 1954 | Walther Bothe (1891–1957)             | BR Deutschland                                                   | „für seine Koinzidenzmethode und seine mit deren Hilfe gemachten Entdeckungen“                                                                   | Walther Bothe             |
| 1955 | Willis Eugene Lamb (1913–2008)        | Vereinigte Staaten                                               | „für seine Entdeckungen über die Feinstruktur des Wasserstoffspektrums“ (Lamb-Verschiebung)                                                      | Willis Eugene Lamb        |
| 1955 | Polykarp Kusch (1911–1993)            | Vereinigte Staaten (geb. in Blankenburg, Deutsches Reich)        | „für seine genaue Bestimmung des magnetischen Moments im Elektron“                                                                               | Polykarp Kusch            |
| 1956 | William Bradford Shockley (1910–1989) | Vereinigte Staaten (geb. in London, Vereinigtes Königreich)      | „für ihre Untersuchungen über Halbleiter und ihre Entdeckung des Transistoreffekts“                                                              | William Bradford Shockley |
| 1956 | John Bardeen (1908–1991)              | Vereinigte Staaten                                               | „für ihre Untersuchungen über Halbleiter und ihre Entdeckung des Transistoreffekts“                                                              | John Bardeen              |
| 1956 | Walter Houser Brattain (1902–1987)    | Vereinigte Staaten                                               | „für ihre Untersuchungen über Halbleiter und ihre Entdeckung des Transistoreffekts“                                                              | Walter Houser Brattain    |
| 1957 | Chen Ning Yang (* 1922)               | China                                                            | „für ihre grundlegenden Forschungen über die Gesetze der sogenannten Parität, die zu wichtigen Entdeckungen über die Elementarteilchen führten“  | Chen Ning Yang            |
| 1957 | Tsung-Dao Lee (1926–2024)             | China                                                            | „für ihre grundlegenden Forschungen über die Gesetze der sogenannten Parität, die zu wichtigen Entdeckungen über die Elementarteilchen führten“  | Tsung-Dao Lee             |
| 1958 | Pawel Tscherenkow (1904–1990)         | Sowjetunion                                                      | „für die Entdeckung und Interpretation des Tscherenkow-Effekts“                                                                                  | Pawel Tscherenkow         |
| 1958 | Ilja Frank (1908–1990)                | Sowjetunion                                                      | „für die Entdeckung und Interpretation des Tscherenkow-Effekts“                                                                                  | Ilja Frank                |
| 1958 | Igor Tamm (1895–1971)                 | Sowjetunion                                                      | „für die Entdeckung und Interpretation des Tscherenkow-Effekts“                                                                                  | Igor Tamm                 |
| 1959 | Emilio Segrè (1905–1989)              | Vereinigte Staaten (geb. in Tivoli, Königreich Italien)          | „für ihre Entdeckung des Antiprotons“ | Emilio Segrè              |
| 1959 | Owen Chamberlain (1920–2006)          | Vereinigte Staaten                                               | „für ihre Entdeckung des Antiprotons“ | Owen Chamberlain          |

## 1960er Jahre
| Jahr | Person                                  | Land                                                           | Begründung für die Preisvergabe | Bild                        |
| ---- | --------------------------------------- | -------------------------------------------------------------- | --- | --------------------------- |
| 1960 | Donald Arthur Glaser (1926–2013)        | Vereinigte Staaten                                             | „für die Erfindung der Blasenkammer“ | Donald Arthur Glaser        |
| 1961 | Robert Hofstadter (1915–1990)           | Vereinigte Staaten                                             | „für seine bahnbrechenden Studien über Elektronenstreuung im Atomkern und für die dabei erzielten Entdeckungen über die Struktur der Nukleonen“                                                                                             | Robert Hofstadter           |
| 1961 | Rudolf Mößbauer (1929–2011)             | BR Deutschland                                                 | „für seine Forschungen über die Resonanzabsorption der Gammastrahlung und seine damit verbundene Entdeckung, die den Namen Mößbauer-Effekt trägt“                                                                                           | Rudolf Mößbauer             |
| 1962 | Lew Landau (1908–1968)                  | Sowjetunion                                                    | „für seine bahnbrechenden Theorien über kondensierte Materie, besonders das flüssige Helium“ (Suprafluidität) | Lew Landau                  |
| 1963 | Eugene Paul Wigner (1902–1995)          | Vereinigte Staaten (geb. in Budapest, Ungarn)                  | „für seine Beiträge zur Theorie des Atomkerns und der Elementarteilchen, besonders durch die Entdeckung und Anwendung fundamentaler Symmetrie-Prinzipien“                                                                                   | Eugene Paul Wigner          |
| 1963 | Maria Goeppert-Mayer (1906–1972)        | Vereinigte Staaten (geb. in Kattowitz, damals Deutsches Reich) | „für ihre Entdeckung der nuklearen Schalenstruktur“ | Maria Goeppert-Mayer        |
| 1963 | Johannes Hans Daniel Jensen (1907–1973) | BR Deutschland                                                 | „für ihre Entdeckung der nuklearen Schalenstruktur“ | Johannes Hans Daniel Jensen |
| 1964 | Charles Hard Townes (1915–2015)         | Vereinigte Staaten                                             | „für grundlegende Arbeiten auf dem Gebiet der Quantenelektronik, die zur Konstruktion von Oszillatoren und Verstärkern auf der Basis des Maser-Laser-Prinzips führten“                                                                      | Charles Hard Townes         |
| 1964 | Nikolai Bassow (1922–2001)              | Sowjetunion                                                    | „für grundlegende Arbeiten auf dem Gebiet der Quantenelektronik, die zur Konstruktion von Oszillatoren und Verstärkern auf der Basis des Maser-Laser-Prinzips führten“                                                                      | Nikolai Bassow              |
| 1964 | Alexander Prochorow (1916–2002)         | Sowjetunion                                                    | „für grundlegende Arbeiten auf dem Gebiet der Quantenelektronik, die zur Konstruktion von Oszillatoren und Verstärkern auf der Basis des Maser-Laser-Prinzips führten“                                                                      | Alexander Prochorow         |
| 1965 | Richard Feynman (1918–1988)             | Vereinigte Staaten                                             | „für ihre fundamentale Leistung in der Quantenelektrodynamik, mit tiefgehenden Konsequenzen für die Elementarteilchenphysik“ | Richard Feynman             |
| 1965 | Julian Seymour Schwinger (1918–1994)    | Vereinigte Staaten                                             | „für ihre fundamentale Leistung in der Quantenelektrodynamik, mit tiefgehenden Konsequenzen für die Elementarteilchenphysik“ | Julian Seymour Schwinger    |
| 1965 | Shin’ichirō Tomonaga (1906–1979)        | Japan                                                          | „für ihre fundamentale Leistung in der Quantenelektrodynamik, mit tiefgehenden Konsequenzen für die Elementarteilchenphysik“ | Shin’ichirō Tomonaga        |
| 1966 | Alfred Kastler (1902–1984)              | Frankreich (geb. in Guebwiller/Elsass, damals Deutsches Reich) | „für die Entdeckung und Entwicklung der optischen Methoden beim Studium der Hertz-Resonanzen in Atomen“ | Alfred Kastler              |
| 1967 | Hans Bethe (1906–2005)                  | Vereinigte Staaten (geb. in Straßburg, damals Deutsches Reich) | „für seine Beiträge zur Theorie der Kernreaktionen, insbesondere seine Entdeckungen über die Energieerzeugung in den Sternen“ | Hans Bethe                  |
| 1968 | Luis Walter Alvarez (1911–1988)         | Vereinigte Staaten                                             | „für seinen entscheidenden Beitrag zur Elementarteilchenphysik, insbesondere seine Entdeckung einer großen Anzahl von Resonanzzuständen, ermöglicht durch seine Entwicklung von Techniken mit der Wasserstoffblasenkammer und Datenanalyse“ | Luis Walter Alvarez         |
| 1969 | Murray Gell-Mann (1929–2019)            | Vereinigte Staaten                                             | „für seine Beiträge und Entdeckungen die Klassifizierung der Elementarteilchen und deren Wechselwirkungen betreffend“ (siehe Quark) | Murray Gell-Mann            |

## 1970er Jahre
| Jahr | Person                               | Land                                                     | Begründung für die Preisvergabe | Bild                     |
| ---- | ------------------------------------ | -------------------------------------------------------- | --- | ------------------------ |
| 1970 | Hannes Alfvén (1908–1995)            | Schweden                                                 | „für seine grundlegenden Leistungen und Entdeckungen in der Magnetohydrodynamik mit fruchtbaren Anwendungen in verschiedenen Teilen der Plasmaphysik“                                                                               | Hannes Alfvén            |
| 1970 | Louis Néel (1904–2000)               | Frankreich                                               | „für seine grundlegenden Leistungen und Entdeckungen betreffend den Antiferromagnetismus und den Ferrimagnetismus, die zu wichtigen Anwendungen in der Festkörperphysik geführt haben“                                              | Louis Néel               |
| 1971 | Dennis Gábor (1900–1979)             | Vereinigtes Königreich (geb. in Budapest, Ungarn)        | „für seine Erfindung und Entwicklung der holografischen Methode“ | Dennis Gábor             |
| 1972 | John Bardeen (1908–1991)             | Vereinigte Staaten                                       | „für ihre gemeinsam entwickelte Theorie der Supraleitung, auch BCS-Theorie genannt“ | John Bardeen             |
| 1972 | Leon Neil Cooper (1930–2024)         | Vereinigte Staaten                                       | „für ihre gemeinsam entwickelte Theorie der Supraleitung, auch BCS-Theorie genannt“ | Leon Neil Cooper         |
| 1972 | John Robert Schrieffer (1931–2019)   | Vereinigte Staaten                                       | „für ihre gemeinsam entwickelte Theorie der Supraleitung, auch BCS-Theorie genannt“ | John Robert Schrieffer   |
| 1973 | Leo Esaki (* 1925)                   | Japan                                                    | „für ihre experimentellen Entdeckungen betreffend das Tunnel-Phänomen in Halb- bzw. Supraleitern“ | Leo Esaki                |
| 1973 | Ivar Giaever (1929–2025)             | Vereinigte Staaten (geb. in Bergen, Norwegen)            | „für ihre experimentellen Entdeckungen betreffend das Tunnel-Phänomen in Halb- bzw. Supraleitern“ | Ivar Giaever             |
| 1973 | Brian David Josephson (* 1940)       | Vereinigtes Königreich                                   | „für seine theoretische Vorhersage von Eigenschaften eines Suprastromes durch eine Tunnel-Barriere, insbesondere jene Phänomene, die allgemein als Josephson-Effekt bekannt sind“                                                   | Brian David Josephson    |
| 1974 | Martin Ryle (1918–1984)              | Vereinigtes Königreich                                   | „für ihre bahnbrechenden Arbeiten in der Radioastronomie: Ryle für seine Beobachtungen und Erfindungen, besonders in der Apertursynthesetechnik und Hewish für seine entscheidende Rolle in der Entdeckung der Pulsare“             |                          |
| 1974 | Antony Hewish (1924–2021)            | Vereinigtes Königreich                                   | „für ihre bahnbrechenden Arbeiten in der Radioastronomie: Ryle für seine Beobachtungen und Erfindungen, besonders in der Apertursynthesetechnik und Hewish für seine entscheidende Rolle in der Entdeckung der Pulsare“             | Antony Hewish            |
| 1975 | Aage Niels Bohr (1922–2009)          | Dänemark                                                 | „für die Entdeckung der Verbindung zwischen kollektiver und Teilchen-Bewegung in Atomkernen und die Entwicklung der Theorie von der Struktur der Atomkerne basierend auf dieser Verbindung“                                         | Aage Niels Bohr          |
| 1975 | Ben Mottelson (1926–2022)            | Dänemark (geb. in Chicago, Illinois, Vereinigte Staaten) | „für die Entdeckung der Verbindung zwischen kollektiver und Teilchen-Bewegung in Atomkernen und die Entwicklung der Theorie von der Struktur der Atomkerne basierend auf dieser Verbindung“                                         | Ben Mottelson            |
| 1975 | James Rainwater (1917–1986)          | Vereinigte Staaten                                       | „für die Entdeckung der Verbindung zwischen kollektiver und Teilchen-Bewegung in Atomkernen und die Entwicklung der Theorie von der Struktur der Atomkerne basierend auf dieser Verbindung“                                         | James Rainwater          |
| 1976 | Burton Richter (1931–2018)           | Vereinigte Staaten                                       | „für ihre führenden Leistungen bei der Entdeckung eines schweren Elementarteilchens neuer Art“ | Burton Richter           |
| 1976 | Samuel Chao Chung Ting (* 1936)      | Vereinigte Staaten                                       | „für ihre führenden Leistungen bei der Entdeckung eines schweren Elementarteilchens neuer Art“ | Samuel Chao Chung Ting   |
| 1977 | Philip Warren Anderson (1923–2020)   | Vereinigte Staaten                                       | „für die grundlegenden theoretischen Leistungen zur Elektronenstruktur in magnetischen und ungeordneten Systemen“ | Philip Warren Anderson   |
| 1977 | Nevill Francis Mott (1905–1996)      | Vereinigtes Königreich                                   | „für die grundlegenden theoretischen Leistungen zur Elektronenstruktur in magnetischen und ungeordneten Systemen“ | Nevill Francis Mott      |
| 1977 | John Hasbrouck Van Vleck (1899–1980) | Vereinigte Staaten                                       | „für die grundlegenden theoretischen Leistungen zur Elektronenstruktur in magnetischen und ungeordneten Systemen“ | John Hasbrouck Van Vleck |
| 1978 | Pjotr Kapiza (1894–1984)             | Sowjetunion                                              | „für seine grundlegenden Erfindungen und Entdeckungen in der Tieftemperaturphysik“ | Pjotr Kapiza (links)     |
| 1978 | Arno Penzias (1933–2024)             | Vereinigte Staaten (geb. in München, Deutsches Reich)    | „für die Entdeckung der kosmischen Mikrowellen-Hintergrundstrahlung“ | Arno Penzias             |
| 1978 | Robert Woodrow Wilson (* 1936)       | Vereinigte Staaten                                       | „für die Entdeckung der kosmischen Mikrowellen-Hintergrundstrahlung“ | Robert Woodrow Wilson    |
| 1979 | Sheldon Lee Glashow (* 1932)         | Vereinigte Staaten                                       | „für ihre Beiträge an der Theorie der vereinigten schwachen und elektromagnetischen Wechselwirkung zwischen Elementarteilchen, einschließlich u. a. die Voraussage der schwachen neutralen Ströme“ (Elektroschwache Wechselwirkung) | Sheldon Lee Glashow      |
| 1979 | Abdus Salam (1926–1996)              | Pakistan (geboren in Jhang, Britisch-Indien)             | „für ihre Beiträge an der Theorie der vereinigten schwachen und elektromagnetischen Wechselwirkung zwischen Elementarteilchen, einschließlich u. a. die Voraussage der schwachen neutralen Ströme“ (Elektroschwache Wechselwirkung) | Abdus Salam              |
| 1979 | Steven Weinberg (1933–2021)          | Vereinigte Staaten                                       | „für ihre Beiträge an der Theorie der vereinigten schwachen und elektromagnetischen Wechselwirkung zwischen Elementarteilchen, einschließlich u. a. die Voraussage der schwachen neutralen Ströme“ (Elektroschwache Wechselwirkung) | Steven Weinberg          |

## 1980er Jahre
| Jahr | Person                                 | Land                                                        | Begründung für die Preisvergabe | Bild                       |
| ---- | -------------------------------------- | ----------------------------------------------------------- | --- | -------------------------- |
| 1980 | James Cronin (1931–2016)               | Vereinigte Staaten                                          | „für die Entdeckung von Verletzungen fundamentaler Symmetrieprinzipien im Zerfall von neutralen K-Mesonen“                                                    | James Cronin               |
| 1980 | Val Fitch (1923–2015)                  | Vereinigte Staaten                                          | „für die Entdeckung von Verletzungen fundamentaler Symmetrieprinzipien im Zerfall von neutralen K-Mesonen“                                                    | Val Fitch                  |
| 1981 | Nicolaas Bloembergen (1920–2017)       | Vereinigte Staaten (geb. in Dordrecht, Niederlande)         | „für ihren Beitrag zur Entwicklung der Laserspektroskopie“ | Nicolaas Bloembergen       |
| 1981 | Arthur Leonard Schawlow (1921–1999)    | Vereinigte Staaten                                          | „für ihren Beitrag zur Entwicklung der Laserspektroskopie“ | Arthur Leonard Schawlow    |
| 1981 | Kai Siegbahn (1918–2007)               | Schweden                                                    | „für seinen Beitrag zur Entwicklung der hochauflösenden Elektronenspektroskopie“                                                                              | Kai Siegbahn               |
| 1982 | Kenneth Wilson (1936–2013)             | Vereinigte Staaten                                          | „für seine Theorie über kritische Phänomene bei Phasenumwandlungen“                                                                                           |                            |
| 1983 | Subrahmanyan Chandrasekhar (1910–1995) | Vereinigte Staaten (geb. in Lahore, Britisch-Indien)        | „für seine theoretischen Studien der physikalischen Prozesse, die für die Struktur und Entwicklung der Sterne von Bedeutung sind“                             | Subrahmanyan Chandrasekhar |
| 1983 | William Alfred Fowler (1911–1995)      | Vereinigte Staaten                                          | „für theoretische und experimentelle Studien der Kernreaktionen, die für die Bildung der chemischen Elemente im Weltall von Bedeutung sind“                   | William Alfred Fowler      |
| 1984 | Carlo Rubbia (* 1934)                  | Italien                                                     | „für ihre entscheidenden Beiträge bei dem großen Projekt, das zur Entdeckung der Feldpartikel W und Z, Vermittler schwacher Wechselwirkung, geführt hat“      | Carlo Rubbia               |
| 1984 | Simon van der Meer (1925–2011)         | Niederlande                                                 | „für ihre entscheidenden Beiträge bei dem großen Projekt, das zur Entdeckung der Feldpartikel W und Z, Vermittler schwacher Wechselwirkung, geführt hat“      | Simon van der Meer         |
| 1985 | Klaus von Klitzing (* 1943)            | BR Deutschland                                              | „für die Entdeckung des quantisierten Hall-Effekts“ | Klaus von Klitzing         |
| 1986 | Ernst Ruska (1906–1988)                | BR Deutschland                                              | „für sein fundamentales Werk in der Elektronenoptik und für die Konstruktion des ersten Elektronenmikroskops“                                                 |                            |
| 1986 | Gerd Binnig (* 1947)                   | BR Deutschland                                              | „für ihre Konstruktion des Rastertunnelmikroskops“ | Gerd Binnig                |
| 1986 | Heinrich Rohrer (1933–2013)            | Schweiz                                                     | „für ihre Konstruktion des Rastertunnelmikroskops“ | Heinrich Rohrer            |
| 1987 | Georg Bednorz (* 1950)                 | BR Deutschland                                              | „für ihre bahnbrechende Entdeckung von Supraleitung in keramischen Materialien“                                                                               | Georg Bednorz              |
| 1987 | Karl Alexander Müller (1927–2023)      | Schweiz                                                     | „für ihre bahnbrechende Entdeckung von Supraleitung in keramischen Materialien“                                                                               | Karl Alexander Müller      |
| 1988 | Leon Max Lederman (1922–2018)          | Vereinigte Staaten                                          | „für die Neutrinostrahlmethode und die Demonstration der Dublettstruktur der Leptonen durch die Entdeckung des Myonneutrinos“                                 | Leon Max Lederman          |
| 1988 | Melvin Schwartz (1932–2006)            | Vereinigte Staaten                                          | „für die Neutrinostrahlmethode und die Demonstration der Dublettstruktur der Leptonen durch die Entdeckung des Myonneutrinos“                                 |                            |
| 1988 | Jack Steinberger (1921–2020)           | Vereinigte Staaten (geb. in Bad Kissingen, Deutsches Reich) | „für die Neutrinostrahlmethode und die Demonstration der Dublettstruktur der Leptonen durch die Entdeckung des Myonneutrinos“                                 | Jack Steinberger           |
| 1989 | Wolfgang Paul (1913–1993)              | BR Deutschland                                              | „für ihre Entwicklung der Ionenfallentechnik“ (Paul-Falle, Penning-Falle)                                                                                     | Wolfgang Paul              |
| 1989 | Hans Georg Dehmelt (1922–2017)         | Vereinigte Staaten (geb. in Görlitz, Deutsches Reich)       | „für ihre Entwicklung der Ionenfallentechnik“ (Paul-Falle, Penning-Falle)                                                                                     |                            |
| 1989 | Norman Ramsey (1915–2011)              | Vereinigte Staaten                                          | „für seine Ausarbeitung einer verbesserten Messtechnik bei atomaren Energie-Übergängen, mit der präzise Zeit- und Frequenzmessungen möglich wurden“ (Atomuhr) | Norman Ramsey              |

## 1990er Jahre
| Jahr | Person                                | Land                                                   | Begründung für die Preisvergabe | Bild                       |
| ---- | ------------------------------------- | ------------------------------------------------------ | --- | -------------------------- |
| 1990 | Jerome Isaac Friedman (* 1930)        | Vereinigte Staaten                                     | „für ihre bahnbrechenden Untersuchungen der tiefinelastischen Elektronenstreuung an Protonen und gebundenen Neutronen, die von entscheidender Bedeutung für die Entwicklung des Quarkmodells der Teilchenphysik war“        | Jerome Isaac Friedman      |
| 1990 | Henry Way Kendall (1926–1999)         | Vereinigte Staaten                                     | „für ihre bahnbrechenden Untersuchungen der tiefinelastischen Elektronenstreuung an Protonen und gebundenen Neutronen, die von entscheidender Bedeutung für die Entwicklung des Quarkmodells der Teilchenphysik war“        | Henry Way Kendall          |
| 1990 | Richard Edward Taylor (1929–2018)     | Kanada                                                 | „für ihre bahnbrechenden Untersuchungen der tiefinelastischen Elektronenstreuung an Protonen und gebundenen Neutronen, die von entscheidender Bedeutung für die Entwicklung des Quarkmodells der Teilchenphysik war“        | Richard Edward Taylor      |
| 1991 | Pierre-Gilles de Gennes (1932–2007)   | Frankreich                                             | „für seine Arbeiten über Ordnungsprozesse in Flüssigkristallen und Polymerlösungen, vor allem die erfolgreiche Anwendung mathematischer Modelle beim Übergang vom geordneten zum ungeordneten Zustand in Physik und Chemie“ | Pierre-Gilles de Gennes    |
| 1992 | Georges Charpak (1924–2010)           | Frankreich (geb. in Dabrovica, damals Polen)           | „für seine grundlegenden Arbeiten an Detektoren für die Teilchenphysik, insbesondere für die Konstruktion der ersten Vieldraht-Proportionalkammern (1968)“                                                                  | Georges Charpak            |
| 1993 | Russell Hulse (* 1950)                | Vereinigte Staaten                                     | „für ihre Entdeckung eines Pulsars in einem Doppelsternsystem“ | Russell Hulse              |
| 1993 | Joseph Hooton Taylor, Jr. (* 1941)    | Vereinigte Staaten                                     | „für ihre Entdeckung eines Pulsars in einem Doppelsternsystem“ | Joseph Hooton Taylor, Jr.  |
| 1994 | Bertram Brockhouse (1918–2003)        | Kanada                                                 | „für ihre Entwicklung von Techniken zur Streuung der ungeladenen Kernteilchen“ | Bertram Brockhouse         |
| 1994 | Clifford Shull (1915–2001)            | Vereinigte Staaten                                     | „für ihre Entwicklung von Techniken zur Streuung der ungeladenen Kernteilchen“ | Clifford Shull             |
| 1995 | Martin Lewis Perl (1927–2014)         | Vereinigte Staaten                                     | „für seine Entdeckung eines massereichen subatomaren Elementarteilchens mit negativer Ladung“ (τ-Lepton) | Martin Lewis Perl          |
| 1995 | Frederick Reines (1918–1998)          | Vereinigte Staaten                                     | „für seine Entdeckung eines ungeladenen subatomaren Elementarteilchens“ (Neutrino) | Frederick Reines           |
| 1996 | David Morris Lee (* 1931)             | Vereinigte Staaten                                     | „für ihre Entdeckung der Suprafluidität in Helium-3 bei sehr tiefen Temperaturen (um den absoluten Nullpunkt)“ | David Morris Lee           |
| 1996 | Douglas Dean Osheroff (* 1945)        | Vereinigte Staaten                                     | „für ihre Entdeckung der Suprafluidität in Helium-3 bei sehr tiefen Temperaturen (um den absoluten Nullpunkt)“ | Douglas Dean Osheroff      |
| 1996 | Robert Coleman Richardson (1937–2013) | Vereinigte Staaten                                     | „für ihre Entdeckung der Suprafluidität in Helium-3 bei sehr tiefen Temperaturen (um den absoluten Nullpunkt)“ | Robert Coleman Richardson  |
| 1997 | Steven Chu (* 1948)                   | Vereinigte Staaten                                     | „für ihre Entwicklung von Methoden zum Kühlen und Einfangen von Atomen mit Hilfe von Laserlicht“ | Steven Chu                 |
| 1997 | Claude Cohen-Tannoudji (* 1933)       | Frankreich (geb. in Constantine, Französisch-Algerien) | „für ihre Entwicklung von Methoden zum Kühlen und Einfangen von Atomen mit Hilfe von Laserlicht“ | Claude Cohen-Tannoudji     |
| 1997 | William Daniel Phillips (* 1948)      | Vereinigte Staaten                                     | „für ihre Entwicklung von Methoden zum Kühlen und Einfangen von Atomen mit Hilfe von Laserlicht“ | William Daniel Phillips    |
| 1998 | Robert Betts Laughlin (* 1950)        | Vereinigte Staaten                                     | „für ihre Entdeckung einer neuen Art von Quantenflüssigkeit mit fraktionell geladenen Anregungen“ | Robert Betts Laughlin 1998 |
| 1998 | Horst Ludwig Störmer (* 1949)         | Deutschland                                            | „für ihre Entdeckung einer neuen Art von Quantenflüssigkeit mit fraktionell geladenen Anregungen“ | Horst Ludwig Störmer       |
| 1998 | Daniel Chee Tsui (* 1939)             | Vereinigte Staaten (geb. in Henan, China)              | „für ihre Entdeckung einer neuen Art von Quantenflüssigkeit mit fraktionell geladenen Anregungen“ | Daniel Chee Tsui           |
| 1999 | Gerard ’t Hooft (* 1946)              | Niederlande                                            | „für ihre entscheidenden, die Quantenstruktur betreffenden Beiträge zur Theorie der elektroschwachen Wechselwirkung in der Physik“                                                                                          | Gerard ’t Hooft            |
| 1999 | Martinus J. G. Veltman (1931–2021)    | Niederlande                                            | „für ihre entscheidenden, die Quantenstruktur betreffenden Beiträge zur Theorie der elektroschwachen Wechselwirkung in der Physik“                                                                                          | Martinus J. G. Veltman     |

## 2000er Jahre
| Jahr | Person                           | Land                                                                | Begründung für die Preisvergabe | Bild                  |
| ---- | -------------------------------- | ------------------------------------------------------------------- | --- | --------------------- |
| 2000 | Schores Alfjorow (1930–2019)     | Russland                                                            | „für die Entwicklung von Halbleiterheterostrukturen für Hochgeschwindigkeits- und Optoelektronik“                                                                   | Schores Alfjorow      |
| 2000 | Herbert Kroemer (1928–2024)      | Deutschland                                                         | „für die Entwicklung von Halbleiterheterostrukturen für Hochgeschwindigkeits- und Optoelektronik“                                                                   | Herbert Kroemer       |
| 2000 | Jack Kilby (1923–2005)           | Vereinigte Staaten                                                  | „für seinen Anteil an der Entwicklung des integrierten Schaltkreises“                                                                                               | Jack Kilby            |
| 2001 | Eric Allin Cornell (* 1961)      | Vereinigte Staaten                                                  | „für die Erzeugung der Bose-Einstein-Kondensation in verdünnten Gasen aus Alkaliatomen, und für frühe grundsätzliche Studien über die Eigenschaften der Kondensate“ | Eric Allin Cornell    |
| 2001 | Wolfgang Ketterle (* 1957)       | Deutschland                                                         | „für die Erzeugung der Bose-Einstein-Kondensation in verdünnten Gasen aus Alkaliatomen, und für frühe grundsätzliche Studien über die Eigenschaften der Kondensate“ | Wolfgang Ketterle     |
| 2001 | Carl Edwin Wieman (* 1951)       | Vereinigte Staaten                                                  | „für die Erzeugung der Bose-Einstein-Kondensation in verdünnten Gasen aus Alkaliatomen, und für frühe grundsätzliche Studien über die Eigenschaften der Kondensate“ | Carl Edwin Wieman     |
| 2002 | Raymond Davis junior (1914–2006) | Vereinigte Staaten                                                  | „für bahnbrechende Arbeiten in der Astrophysik, insbesondere für den Nachweis kosmischer Neutrinos“                                                                 | Raymond Davis junior  |
| 2002 | Masatoshi Koshiba (1926–2020)    | Japan                                                               | „für bahnbrechende Arbeiten in der Astrophysik, insbesondere für den Nachweis kosmischer Neutrinos“                                                                 | Masatoshi Koshiba     |
| 2002 | Riccardo Giacconi (1931–2018)    | Vereinigte Staaten (geb. in Genua, Königreich Italien)              | „für bahnbrechende Arbeiten in der Astrophysik, die zur Entdeckung von kosmischen Röntgenquellen geführt haben“ (Röntgenastronomie)                                 | Riccardo Giacconi     |
| 2003 | Alexei Abrikossow (1928–2017)    | Vereinigte Staaten Russland                                         | „für bahnbrechende Arbeiten in der Theorie über Supraleiter und Supraflüssigkeiten“                                                                                 | Alexei Abrikossow     |
| 2003 | Witali Ginsburg (1916–2009)      | Russland                                                            | „für bahnbrechende Arbeiten in der Theorie über Supraleiter und Supraflüssigkeiten“                                                                                 | Witali Ginsburg       |
| 2003 | Anthony James Leggett (* 1938)   | Vereinigtes Königreich Vereinigte Staaten                           | „für bahnbrechende Arbeiten in der Theorie über Supraleiter und Supraflüssigkeiten“                                                                                 | Anthony James Leggett |
| 2004 | David Gross (* 1941)             | Vereinigte Staaten                                                  | „für die Entdeckung der asymptotischen Freiheit in der Theorie der Starken Wechselwirkung“                                                                          | David Gross           |
| 2004 | David Politzer (* 1949)          | Vereinigte Staaten                                                  | „für die Entdeckung der asymptotischen Freiheit in der Theorie der Starken Wechselwirkung“                                                                          |                       |
| 2004 | Frank Wilczek (* 1951)           | Vereinigte Staaten                                                  | „für die Entdeckung der asymptotischen Freiheit in der Theorie der Starken Wechselwirkung“                                                                          | Frank Wilczek         |
| 2005 | Roy Jay Glauber (1925–2018)      | Vereinigte Staaten                                                  | „für seinen Beitrag zur quantenmechanischen Theorie der optischen Kohärenz“                                                                                         | Roy Jay Glauber       |
| 2005 | John Lewis Hall (* 1934)         | Vereinigte Staaten                                                  | „für ihre Beiträge zur Entwicklung der auf Laser gegründeten Präzisionsspektroskopie, einschließlich der optischen Frequenzkammtechnik“                             | John Lewis Hall       |
| 2005 | Theodor Hänsch (* 1941)          | Deutschland                                                         | „für ihre Beiträge zur Entwicklung der auf Laser gegründeten Präzisionsspektroskopie, einschließlich der optischen Frequenzkammtechnik“                             | Theodor Hänsch        |
| 2006 | John Cromwell Mather (* 1946)    | Vereinigte Staaten                                                  | „für die Untersuchung der kosmischen Hintergrundstrahlung“ | John Cromwell Mather  |
| 2006 | George Smoot (* 1945)            | Vereinigte Staaten                                                  | „für die Untersuchung der kosmischen Hintergrundstrahlung“ | George Smoot          |
| 2007 | Albert Fert (* 1938)             | Frankreich                                                          | „für die Entdeckung des Riesenmagnetowiderstands“ (GMR) | Albert Fert           |
| 2007 | Peter Grünberg (1939–2018)       | Deutschland (geb. in Pilsen, heute Tschechien)                      | „für die Entdeckung des Riesenmagnetowiderstands“ (GMR) | Peter Grünberg        |
| 2008 | Yōichirō Nambu (1921–2015)       | Vereinigte Staaten (geb. in Tokio, Japan)                           | „für die Entdeckung des Mechanismus der spontanen Symmetriebrechung in der Elementarteilchenphysik“                                                                 | Yōichirō Nambu        |
| 2008 | Makoto Kobayashi (* 1944)        | Japan                                                               | „für die Entdeckung des Ursprungs der gebrochenen Symmetrie, welche die Existenz von mindestens drei Quarkfamilien voraussagt“                                      | Makoto Kobayashi      |
| 2008 | Toshihide Masukawa (1940–2021)   | Japan                                                               | „für die Entdeckung des Ursprungs der gebrochenen Symmetrie, welche die Existenz von mindestens drei Quarkfamilien voraussagt“                                      | Toshihide Masukawa    |
| 2009 | Charles Kuen Kao (1933–2018)     | Vereinigte Staaten Vereinigtes Königreich (geb. in Shanghai, China) | „für seine bahnbrechenden Erfolge auf dem Gebiet der Lichtleitung mittels Fiberoptik für optische Kommunikation“                                                    | Charles Kuen Kao      |
| 2009 | Willard Boyle (1924–2011)        | Vereinigte Staaten (geb. in Amherst, Kanada)                        | „für die Erfindung des CCD-Sensors“ | Willard Boyle         |
| 2009 | George Elwood Smith (1930–2025)  | Vereinigte Staaten                                                  | „für die Erfindung des CCD-Sensors“ | George Elwood Smith   |

## 2010er Jahre
| Jahr | Person                         | Land                                                       | Begründung für die Preisvergabe | Begründung für die Preisvergabe | Bild                  |
| ---- | ------------------------------ | ---------------------------------------------------------- | --- | --- | --------------------- |
| 2010 | Andre Geim (* 1958)            | Niederlande, Vereinigtes Königreich, (geb. in Sowjetunion) | „für grundlegende Experimente mit dem zweidimensionalen Material Graphen“ | „für grundlegende Experimente mit dem zweidimensionalen Material Graphen“ | Andre Geim            |
| 2010 | Konstantin Novoselov (* 1974)  | Vereinigtes Königreich Russland                            | „für grundlegende Experimente mit dem zweidimensionalen Material Graphen“ | „für grundlegende Experimente mit dem zweidimensionalen Material Graphen“ | Konstantin Novoselov  |
| 2011 | Saul Perlmutter (* 1959)       | Vereinigte Staaten                                         | „für die Entdeckung der beschleunigten Expansion des Universums durch Beobachtungen weit entfernter Supernovae“ | „für die Entdeckung der beschleunigten Expansion des Universums durch Beobachtungen weit entfernter Supernovae“ | Saul Perlmutter       |
| 2011 | Brian P. Schmidt (* 1967)      | Vereinigte Staaten                                         | „für die Entdeckung der beschleunigten Expansion des Universums durch Beobachtungen weit entfernter Supernovae“ | „für die Entdeckung der beschleunigten Expansion des Universums durch Beobachtungen weit entfernter Supernovae“ | Brian P. Schmidt      |
| 2011 | Adam Riess (* 1969)            | Vereinigte Staaten                                         | „für die Entdeckung der beschleunigten Expansion des Universums durch Beobachtungen weit entfernter Supernovae“ | „für die Entdeckung der beschleunigten Expansion des Universums durch Beobachtungen weit entfernter Supernovae“ | Adam Riess            |
| 2012 | Serge Haroche (* 1944)         | Frankreich                                                 | „für die Entwicklung bahnbrechender experimenteller Methoden, die es ermöglichen, Quantensysteme zu manipulieren“ | „für die Entwicklung bahnbrechender experimenteller Methoden, die es ermöglichen, Quantensysteme zu manipulieren“ | Serge Haroche         |
| 2012 | David Wineland (* 1944)        | Vereinigte Staaten                                         | „für die Entwicklung bahnbrechender experimenteller Methoden, die es ermöglichen, Quantensysteme zu manipulieren“ | „für die Entwicklung bahnbrechender experimenteller Methoden, die es ermöglichen, Quantensysteme zu manipulieren“ | David Wineland        |
| 2013 | François Englert (* 1932)      | Belgien                                                    | „für die theoretische Entdeckung eines Mechanismus, der zu unserem Verständnis des Ursprungs der Masse subatomarer Teilchen beiträgt, und der kürzlich durch die Entdeckung des vorhergesagten Elementarteilchens durch die ATLAS- und CMS-Experimente am Large Hadron Collider des CERN bestätigt wurde“ | „für die theoretische Entdeckung eines Mechanismus, der zu unserem Verständnis des Ursprungs der Masse subatomarer Teilchen beiträgt, und der kürzlich durch die Entdeckung des vorhergesagten Elementarteilchens durch die ATLAS- und CMS-Experimente am Large Hadron Collider des CERN bestätigt wurde“ | François Englert      |
| 2013 | Peter Higgs (1929–2024)        | Vereinigtes Königreich                                     | „für die theoretische Entdeckung eines Mechanismus, der zu unserem Verständnis des Ursprungs der Masse subatomarer Teilchen beiträgt, und der kürzlich durch die Entdeckung des vorhergesagten Elementarteilchens durch die ATLAS- und CMS-Experimente am Large Hadron Collider des CERN bestätigt wurde“ | „für die theoretische Entdeckung eines Mechanismus, der zu unserem Verständnis des Ursprungs der Masse subatomarer Teilchen beiträgt, und der kürzlich durch die Entdeckung des vorhergesagten Elementarteilchens durch die ATLAS- und CMS-Experimente am Large Hadron Collider des CERN bestätigt wurde“ | Peter Higgs           |
| 2014 | Isamu Akasaki (1929–2021)      | Japan                                                      | „für die Erfindung effizienter, blaues Licht ausstrahlender Dioden, die helle und energiesparende Lichtquellen ermöglicht haben“ | „für die Erfindung effizienter, blaues Licht ausstrahlender Dioden, die helle und energiesparende Lichtquellen ermöglicht haben“ | Isamu Akasaki         |
| 2014 | Hiroshi Amano (* 1960)         | Japan                                                      | „für die Erfindung effizienter, blaues Licht ausstrahlender Dioden, die helle und energiesparende Lichtquellen ermöglicht haben“ | „für die Erfindung effizienter, blaues Licht ausstrahlender Dioden, die helle und energiesparende Lichtquellen ermöglicht haben“ | Hiroshi Amano         |
| 2014 | Shuji Nakamura (* 1954)        | Vereinigte Staaten (geb. in Ikata, Japan)                  | „für die Erfindung effizienter, blaues Licht ausstrahlender Dioden, die helle und energiesparende Lichtquellen ermöglicht haben“ | „für die Erfindung effizienter, blaues Licht ausstrahlender Dioden, die helle und energiesparende Lichtquellen ermöglicht haben“ | Shuji Nakamura        |
| 2015 | Takaaki Kajita (* 1959)        | Japan                                                      | „für die Entdeckung von Neutrinooszillationen, die zeigen, dass Neutrinos eine Masse haben“ | „für die Entdeckung von Neutrinooszillationen, die zeigen, dass Neutrinos eine Masse haben“ | Takaaki Kajita        |
| 2015 | Arthur McDonald (* 1943)       | Kanada                                                     | „für die Entdeckung von Neutrinooszillationen, die zeigen, dass Neutrinos eine Masse haben“ | „für die Entdeckung von Neutrinooszillationen, die zeigen, dass Neutrinos eine Masse haben“ | Arthur McDonald       |
| 2016 | David J. Thouless (1934–2019)  | Vereinigtes Königreich                                     | „für theoretische Entdeckungen topologischer Phasenübergänge und topologischer Materiephasen.“ (Kosterlitz-Thouless-Übergang) | „für theoretische Entdeckungen topologischer Phasenübergänge und topologischer Materiephasen.“ (Kosterlitz-Thouless-Übergang) | David J. Thouless     |
| 2016 | F. Duncan M. Haldane (* 1951)  | Vereinigtes Königreich                                     | „für theoretische Entdeckungen topologischer Phasenübergänge und topologischer Materiephasen.“ (Kosterlitz-Thouless-Übergang) | „für theoretische Entdeckungen topologischer Phasenübergänge und topologischer Materiephasen.“ (Kosterlitz-Thouless-Übergang) | F. Duncan M. Haldane  |
| 2016 | J. Michael Kosterlitz (* 1943) | Vereinigtes Königreich und Vereinigte Staaten              | „für theoretische Entdeckungen topologischer Phasenübergänge und topologischer Materiephasen.“ (Kosterlitz-Thouless-Übergang) | „für theoretische Entdeckungen topologischer Phasenübergänge und topologischer Materiephasen.“ (Kosterlitz-Thouless-Übergang) | J. Michael Kosterlitz |
| 2017 | Rainer Weiss (* 1932)          | Vereinigte Staaten (geb. in Berlin, Deutsches Reich)       | „für entscheidende Beiträge zum LIGO-Detektor und die Beobachtung von Gravitationswellen.“ | „für entscheidende Beiträge zum LIGO-Detektor und die Beobachtung von Gravitationswellen.“ | Rainer Weiss          |
| 2017 | Barry Barish (* 1936)          | Vereinigte Staaten                                         | „für entscheidende Beiträge zum LIGO-Detektor und die Beobachtung von Gravitationswellen.“ | „für entscheidende Beiträge zum LIGO-Detektor und die Beobachtung von Gravitationswellen.“ | Barry Barish          |
| 2017 | Kip Thorne (* 1940)            | Vereinigte Staaten                                         | „für entscheidende Beiträge zum LIGO-Detektor und die Beobachtung von Gravitationswellen.“ | „für entscheidende Beiträge zum LIGO-Detektor und die Beobachtung von Gravitationswellen.“ | Kip Thorne            |
| 2018 | Arthur Ashkin (1922–2020)      | Vereinigte Staaten                                         | „für die Entwicklung optischer Pinzetten und deren Anwendung in der Biologie“. | „für bahnbrechende Erfindungen im Bereich der Laserphysik“ | Arthur Ashkin         |
| 2018 | Gérard Mourou (* 1944)         | Frankreich                                                 | „für die Entwicklung einer Methode, mit der sich hochenergetische, ultrakurze optische Pulse erzeugen lassen“ (Chirped Pulse Amplification). | „für bahnbrechende Erfindungen im Bereich der Laserphysik“ | Gérard Mourou (2015)  |
| 2018 | Donna Strickland (* 1959)      | Kanada                                                     | „für die Entwicklung einer Methode, mit der sich hochenergetische, ultrakurze optische Pulse erzeugen lassen“ (Chirped Pulse Amplification). | „für bahnbrechende Erfindungen im Bereich der Laserphysik“ | Donna Strickland      |
| 2019 | James Peebles (* 1935)         | Kanada, Vereinigte Staaten                                 | „für theoretische Entdeckungen in der physikalischen Kosmologie“. | „für theoretische Entdeckungen in der physikalischen Kosmologie“. | James Peebles         |
| 2019 | Michel Mayor (* 1942)          | Schweiz                                                    | „für die Entdeckung eines Exoplaneten, der einen sonnenähnlichen Stern umkreist“. | „für die Entdeckung eines Exoplaneten, der einen sonnenähnlichen Stern umkreist“. | Michel Mayor          |
| 2019 | Didier Queloz (* 1966)         | Schweiz                                                    | „für die Entdeckung eines Exoplaneten, der einen sonnenähnlichen Stern umkreist“. | „für die Entdeckung eines Exoplaneten, der einen sonnenähnlichen Stern umkreist“. | Didier Queloz         |

## 2020er Jahre
| Jahr | Person                    | Land                          | Begründung für die Preisvergabe | Bild            |
| ---- | ------------------------- | ----------------------------- | --- | --------------- |
| 2020 | Roger Penrose (* 1931)    | Vereinigtes Königreich        | „für die Entdeckung, dass die Bildung von Schwarzen Löchern eine robuste Vorhersage der allgemeinen Relativitätstheorie ist“. | Roger Penrose   |
| 2020 | Reinhard Genzel (* 1952)  | Deutschland                   | „für die Entdeckung eines supermassereichen kompakten Objekts im Zentrum unserer Galaxie“. | Reinhard Genzel |
| 2020 | Andrea Ghez (* 1965)      | Vereinigte Staaten            | „für die Entdeckung eines supermassereichen kompakten Objekts im Zentrum unserer Galaxie“. | Andrea Ghez     |
| 2021 | Syukuro Manabe (* 1931)   | Japan Vereinigte Staaten      | „für bahnbrechende Beiträge zum Verständnis komplexer physikalischer Systeme“, konkret - „für das physikalische Modellieren des Klimas der Erde, die quantitative Analyse von Variationen und die zuverlässige Vorhersage der Erderwärmung“.           | Syukuro Manabe  |
| 2021 | Klaus Hasselmann (* 1931) | Deutschland                   | „für bahnbrechende Beiträge zum Verständnis komplexer physikalischer Systeme“, konkret - „für das physikalische Modellieren des Klimas der Erde, die quantitative Analyse von Variationen und die zuverlässige Vorhersage der Erderwärmung“.           |                 |
| 2021 | Giorgio Parisi (* 1948)   | Italien                       | „für bahnbrechende Beiträge zum Verständnis komplexer physikalischer Systeme“, konkret - „für die Entdeckung, wie das Zusammenspiel von Unordnung und Fluktuationen physikalische Systeme von der atomaren bis hin zur planetarischen Ebene bestimmt“. | Giorgio Parisi  |
| 2022 | Alain Aspect (* 1947)     | Frankreich                    | „für Experimente mit verschränkten Photonen, Nachweis der Verletzung der Bellschen Ungleichungen und wegweisende Quanteninformationswissenschaft“ | Alain Aspect    |
| 2022 | John Clauser (* 1942)     | Vereinigte Staaten            | „für Experimente mit verschränkten Photonen, Nachweis der Verletzung der Bellschen Ungleichungen und wegweisende Quanteninformationswissenschaft“ | John Clauser    |
| 2022 | Anton Zeilinger (* 1945)  | Österreich                    | „für Experimente mit verschränkten Photonen, Nachweis der Verletzung der Bellschen Ungleichungen und wegweisende Quanteninformationswissenschaft“ | Anton Zeilinger |
| 2023 | Pierre Agostini (* 1941)  | Frankreich Vereinigte Staaten | „für experimentelle Methoden, die Attosekunden-Lichtimpulse zur Untersuchung der Dynamik von Elektronen in Materie erzeugen“ | Pierre Agostini |
| 2023 | Ferenc Krausz (* 1962)    | Ungarn Österreich             | „für experimentelle Methoden, die Attosekunden-Lichtimpulse zur Untersuchung der Dynamik von Elektronen in Materie erzeugen“ | Ferenc Krausz   |
| 2023 | Anne L’Huillier (* 1958)  | Frankreich Schweden           | „für experimentelle Methoden, die Attosekunden-Lichtimpulse zur Untersuchung der Dynamik von Elektronen in Materie erzeugen“ | Anne L’Huillier |
| 2024 | John Hopfield (* 1933)    | Vereinigte Staaten            | „für grundlegende Entdeckungen und Erfindungen, die maschinelles Lernen mit künstlichen neuronalen Netzen ermöglichen“ | John Hopfield   |
| 2024 | Geoffrey Hinton (* 1947)  | Vereinigtes Königreich Kanada | „für grundlegende Entdeckungen und Erfindungen, die maschinelles Lernen mit künstlichen neuronalen Netzen ermöglichen“ | Geoffrey Hinton |

| 1900 • 1910 • 1920 • 1930 • 1940 • 1950 • 1960 • 1970 • 1980 • 1990 • 2000 • 2010 • 2020 |

## Verteilung nach Ländern
| Nation                         | Anzahl der Verleihungen (1)gezählt als Preisträger |
| ------------------------------ | -------------------------------------------------- |
| Vereinigte Staaten             | 98,0                                               |
| Vereinigtes Königreich         | 28,0                                               |
| Deutschland                    | 25,5                                               |
| Frankreich                     | 16,0                                               |
| Russland und ehem. Sowjetunion | 10,0                                               |
| Japan                          | 09,5                                               |
| Niederlande                    | 08,5                                               |
| Schweiz                        | 05,5                                               |
| Österreich                     | 04,5                                               |
| Kanada                         | 04,5                                               |
| Schweden                       | 04,5                                               |
| Italien                        | 04,0                                               |
| Dänemark                       | 03,0                                               |
| China                          | 02,0                                               |
| Belgien                        | 01,0                                               |
| Indien                         | 01,0                                               |
| Irland                         | 01,0                                               |
| Pakistan                       | 01,0                                               |
| Ungarn                         | 00,5                                               |
| Summe (Stand: 2024)            | 227 Preisträger                                    |

Anmerkungen:
(1) Preisträger, die zum Zeitpunkt der Verleihung Staatsbürger zweier Länder waren, werden hier bei beiden Ländern jeweils halb gezählt.

## Verteilung nach Kontinenten
Preisträger, die zum Zeitpunkt der Verleihung Staatsbürger zweier Länder waren, werden hier bei beiden Ländern jeweils halb gezählt (Stand 2022).
| Kontinent                                     | Anzahl der Verleihungen gezählt als Preisträger |
| --------------------------------------------- | ----------------------------------------------- |
| Europa (inkl. Russland und ehem. Sowjetunion) | 109,5,0                                         |
| Amerika                                       | 0102,0                                          |
| Asien (exkl. Russland und ehem. Sowjetunion)  | 013,5,0                                         |
| Afrika                                        | 0,0                                             |
| Ozeanien                                      | 0,0                                             |